# Louis de Saboulin
Louis de Saboulin Bollena, né le 13 avril 1881 à Aix-en-Provence et mort le 4 mars 1953 à Casablanca, est un journaliste, avocat et juriste français ayant vécu en Provence et au Maroc.

## Biographie
Louis de Saboulin est le quatrième enfant de l'avocat Gabriel de Saboulin Bollena, bâtonnier du barreau d'Aix-en-Provence, grand mélomane et propriétaire des studios Waléry à Marseille où il effectue d'importants travaux de recherche sur les produits de développement photographiques, et de Marie de Tressemanes-Brunet de Simiane. Son père décède à l'âge de 41 ans d'une intoxication par les produits chimiques qu'il manipulait.
Il fait ses études au collège de Mongré (près de Lyon) puis au collège du Sacré-Cœur à Aix.
En 1906, il est reçu docteur en droit, s'inscrit au barreau d'Aix-en-Provence où il devient rapidement un pénaliste de grand renom.
En 1912, il part avec sa jeune épouse, Élise de Taxis, s'établir, dans le sillage du général Lyautey, au Maroc. Il devient premier bâtonnier du Maroc et conseiller juridique du général Lyautey dont il est proche. Il devient ensuite bâtonnier du barreau de Casablanca, ainsi que directeur du Centre d'études juridiques de Casablanca et vice-président de la Fédération des syndicats d'initiative du Maroc.
Louis de Saboulin Bolelna s'illustra aussi comme journaliste politique, membre actif du courant autonomiste. Il est le fondateur et dirigea les journaux Le Progrès marocain et l'Écho du Bled.

## Distinctions
- Chevalier de la Légion d'honneur (1935)
- Commandeur de l'ordre du Ouissam alaouite (1930)[7]
- Officier de l'ordre des Palmes académiques